# François Féraud
Pour les articles homonymes, voir Féraud.
François Marie Tiburce Féraud, né le 18 août 1821 à Arreau dans les Hautes-Pyrénées, mort le 26 février 1901 à Paris dans le 8e arrondissement, est un homme politique français du XIXe siècle.

## Biographie
François Féraud est le fils de Thomas Féraud, né à Arreau en 1770 et mort dans la même ville en 1840, et le neveu de Jean-Bertrand Féraud, député des Hautes-Pyrénées à la Convention nationale, qui vota en faveur de la mort de Louis XVI et qui mourut assassiné lors de l'insurrection du 12 germinal an III (20 mai 1795). 
Opposant orléaniste au Second Empire, il est préfet des Hautes-Pyrénées de 1871 à 1875, puis trésorier-payeur général de l'Aude de 1875 à 1885. Il est député des Hautes-Pyrénées, de 1885 à 1893, siégeant à droite.

## Sources
- « François Féraud », dans Adolphe Robert et Gaston Cougny, Dictionnaire des parlementaires français, Edgar Bourloton, 1889-1891 [détail de l’édition]
- « François Féraud », dans le Dictionnaire des parlementaires français (1889-1940), sous la direction de Jean Jolly, PUF, 1960 [détail de l’édition]